# Love Is Gone
«Love Is Gone» —literalmente en español: «Se nos fue el amor»— es una canción realizada por el disc jockey y productor francés David Guetta, con la colaboración del cantante estadounidense Chris Willis; incluida en el álbum de estudio de Guetta, Pop Life. Fue lanzada en Francia el 18 de junio de 2007 y en Reino Unido el 13 de agosto del mismo año. La canción debutó en el puesto 98 del Billboard Hot 100 el 14 de junio de 2008 y alcanzó el puesto número 9 en la UK Singles Chart y el número 1 en los Hot Dance Airplay de los Estados Unidos. El sencillo está disponible en iTunes e incluye la original y el remix de Fred Rister & Joachim Garraud.
Z100 en Nueva York, fue la primera estación radial en los Estados Unidos en difundir la canción y tomó impulso en las listas de música pop. En este mismo país, ocupó el #1 en la lista de música dance en iTunes. El remix de la edición para radio realizado por Fred Rister y Joachim Garraud fue lanzado en Norteamérica como sencillo en el mes de mayo de 2008.
La segunda versión del sencillo incluye versiones remezcladas por Fred Rister y Joachim Garraud, Eddie Thoneick, Fuzzy Hair y Amo & Navas.

## Video musical
El vídeo musical del sencillo fue dirigido por el guionista y director Denis Thybaud, grabado en Los Ángeles, Estados Unidos, en mayo de 2007, lanzado al aire en junio de ese mismo año y producido por Cosa (compañía de producción francesa) para EMI/Virgin France.
Éste muestra a una camarera protagonizada por Kelly Thiebaud que acaba de romper con su novio, éste, discutiendo, la deja en su trabajo y Kelly muy dolida llevará una atmósfera de tristeza al restaurante. En el vídeo, Guetta aparece como un cliente más y los actores bailan con raros movimientos que van al ritmo de la música, al final la camarera es despedida de su trabajo y al salir se encuentra con su novio esperando con un ramo de flores, sorprendida solo hasta darse cuenta de que son para otra chica.

### Popularidad
En abril de 2009 el vídeo musical publicado oficialmente por Guetta en YouTube sobrepasa los 80 millones de reproducciones, situándose en el puesto número 3 de los vídeos de música electrónica más vistos, el número 4 de los vídeos musicales provenientes de Francia más vistos hasta ahora y el número 83 de todo el mundo.
Paralelamente, seguidores del sencillo han realizado una página web llamada loveisgone.com dedicada, según sus creadores, a aquellas personas que han perdido el amor en cualquier momento de su vida siendo además una forma de apoyar al vídeo musical. La web, cuyo servidor se encuentra ubicado en Copenhague (Dinamarca), cuenta con ocho dominios diferentes que redireccionan a la nombrada anteriormente y consta únicamente del video insertado de YouTube seguido del título del sencillo y la lista de dominios con los que cuenta.

## Formatos y remezclas
| Sencillo en CD 1 - Reino Unido |                                                                 |          |  |
| N.º                            | Título                                                          | Duración |  |
| 1.                             | «Love Is Gone» (Fred Rister & Joachim Garraud Remix Radio Edit) | 3:22     |  |
| 2.                             | «Love Don't Let Me Go» (Original Edit)                          | 3:39     |  |

| Sencillo en CD 2 - Reino Unido |                                                                 |          |  |
| N.º                            | Título                                                          | Duración |  |
| 1.                             | «Love Is Gone» (Fred Rister & Joachim Garraud Remix Radio Edit) | 3:22     |  |
| 2.                             | «Love Is Gone» (Original Extended Mix)                          | 6:43     |  |
| 3.                             | «Love Is Gone» (Fred Rister & Joachim Garraud Remix)            | 8:21     |  |
| 4.                             | «Love Is Gone» (Fuzzy Hair Remix)                               | 6:25     |  |
| 5.                             | «Love Is Gone» (Eddie Thoneick's Liberte Mix)                   | 7:12     |  |
| 6.                             | «Love Is Gone» (Amo & Navas Rmx)                                | 6:46     |  |

| Sencillo en CD - Francia |                                                                 |          |  |
| N.º                      | Título                                                          | Duración |  |
| 1.                       | «Love Is Gone» (Fred Rister & Joachim Garraud Remix Radio Edit) | 3:22     |  |
| 2.                       | «Love Is Gone» (Original Mix)                                   | 3:08     |  |
| 3.                       | «Love Is Gone» (Eddie Thoneick's Liberte Mix)                   | 7:12     |  |
| 4.                       | «Medley Album "Pop Life"»                                       | 2:50     |  |

| Sencillo en CD - Europa |                                                                 |          |  |
| N.º                     | Título                                                          | Duración |  |
| 1.                      | «Love Is Gone» (Original Extended Mix)                          | 6:43     |  |
| 2.                      | «Love Is Gone» (Fred Rister & Joachim Garraud Remix)            | 8:21     |  |
| 3.                      | «Love Is Gone» (Fuzzy Hair Remix)                               | 6:25     |  |
| 4.                      | «Love Is Gone» (Eddie Thoneick's Liberte Mix)                   | 7:12     |  |
| 5.                      | «Love Is Gone» (Eddie Thoneick's Ruff Mix)                      | 7:10     |  |
| 6.                      | «Love Is Gone» (Amo & Navas Rmx)                                | 6:46     |  |
| 7.                      | «Love Is Gone» (Original Mix)                                   | 3:08     |  |
| 8.                      | «Love Is Gone» (Fred Rister & Joachim Garraud Remix Radio Edit) | 3:22     |  |

## Posicionamiento en listas y certificaciones
| País           | Lista (2007/2008)       | Puesto | Ref.   |
| -------------- | ----------------------- | ------ | ------ |
| Alemania       | German Singles Chart    | 36     | [ 8 ]  |
| Australia      | ARIA Charts             | 15     | [ 9 ]  |
| Austria        | Ö3 Austria Top 40       | 15     | [ 9 ]  |
| Bélgica        | Ultratop 50 (Flandes)   | 21     | [ 9 ]  |
| Bélgica        | Ultratop 40 (Valonia)   | 9      | [ 9 ]  |
| Canadá         | Canadian Singles Chart  | 66     | [ 8 ]  |
| España         | PROMUSICAE              | 8      | [ 9 ]  |
| Estados Unidos | Billboard Hot 100       | 98     | [ 10 ] |
| Estados Unidos | Billboard Pop 100       | 41     | [ 10 ] |
| Estados Unidos | Top 40 Mainstream       | 39     | [ 10 ] |
| Estados Unidos | Hot Dance Airplay       | 1      | [ 11 ] |
| Finlandia      | Finnish Singles Chart   | 6      | [ 9 ]  |
| Francia        | French Singles Chart    | 3      | [ 9 ]  |
| Hungría        | Hungarian Airplay Chart | 1      | [ 12 ] |
| Irlanda        | Irish Singles Chart     | 21     | [ 8 ]  |
| Italia         | Italian Singles Chart   | 28     | [ 8 ]  |
| Países Bajos   | Dutch Top 40            | 14     | [ 13 ] |
| Reino Unido    | UK Singles Chart        | 9      | [ 14 ] |
| Rusia          | Russian Singles Chart   | 2      | [ 15 ] |
| Suecia         | Sverigetopplistan       | 9      | [ 9 ]  |
| Suiza          | Swiss Singles Chart     | 11     | [ 9 ]  |

| País         | Lista (2007)                     | Puesto | Ref.   |
| ------------ | -------------------------------- | ------ | ------ |
| Bélgica      | Belgian (Flanders) Singles Chart | 95     | [ 16 ] |
| Bélgica      | Belgian (Wallonia) Singles Chart | 34     | [ 17 ] |
| Francia      | French Airplay Chart             | 13     | [ 18 ] |
| Francia      | French Club Chart                | 4      | [ 18 ] |
| Francia      | French TV Music Videos Chart     | 10     | [ 18 ] |
| Francia      | French Singles Chart             | 14     | [ 19 ] |
| Países Bajos | Dutch Singles Chart              | 75     | [ 20 ] |
| Suecia       | Swedish Singles Chart            | 97     | [ 21 ] |
| Suiza        | Swiss Singles Chart              | 35     | [ 22 ] |
| País         | Lista (2008)                     | Puesto | Ref.   |
| Suecia       | Swiss Singles Chart              | 73     | [ 23 ] |

| País    | Certificación | Fecha                 | Ventas  | Ref.   |
| ------- | ------------- | --------------------- | ------- | ------ |
| Austria | Oro           | 2 de abril de 2008    | 15 000  | [ 24 ] |
| Francia | Plata         | 18 de octubre de 2007 | 100 000 | [ 25 ] |
| Suiza   | Oro           | 2008                  | 15 000  | [ 26 ] |